# Aplocera kurilata
Aplocera kurilata là một loài bướm đêm trong họ Geometridae.